# گذرنامه بوتانی

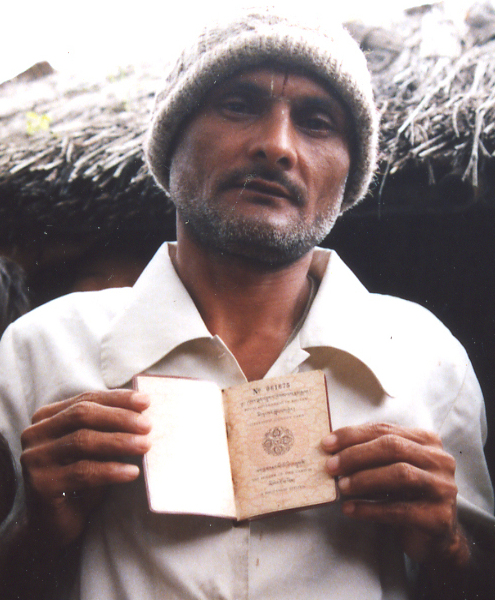
نگارهٔ مردی با یک گذرنامهٔ بوتانی در دست - ۲۰۰۷

گذرنامهٔ بوتانی یک مدرک سفر بین‌المللی است که توسط کشور بوتان صادر می‌شود و بنا بر داده‌های سال ۲۰۲۳، دارندگان آن می‌توانستند به ۵۲ کشور دیگر بدون دریافت ویزا سفر کنند یا ویزا را در بدو ورود دریافت نمایند. این گذرنامه بر اساس رتبه‌بندی شاخص گذرنامهٔ هنلی در سال ۲۰۲۳ در رتبهٔ ۹۲ قرار داشت.